# Wilhelm Alexander Freund

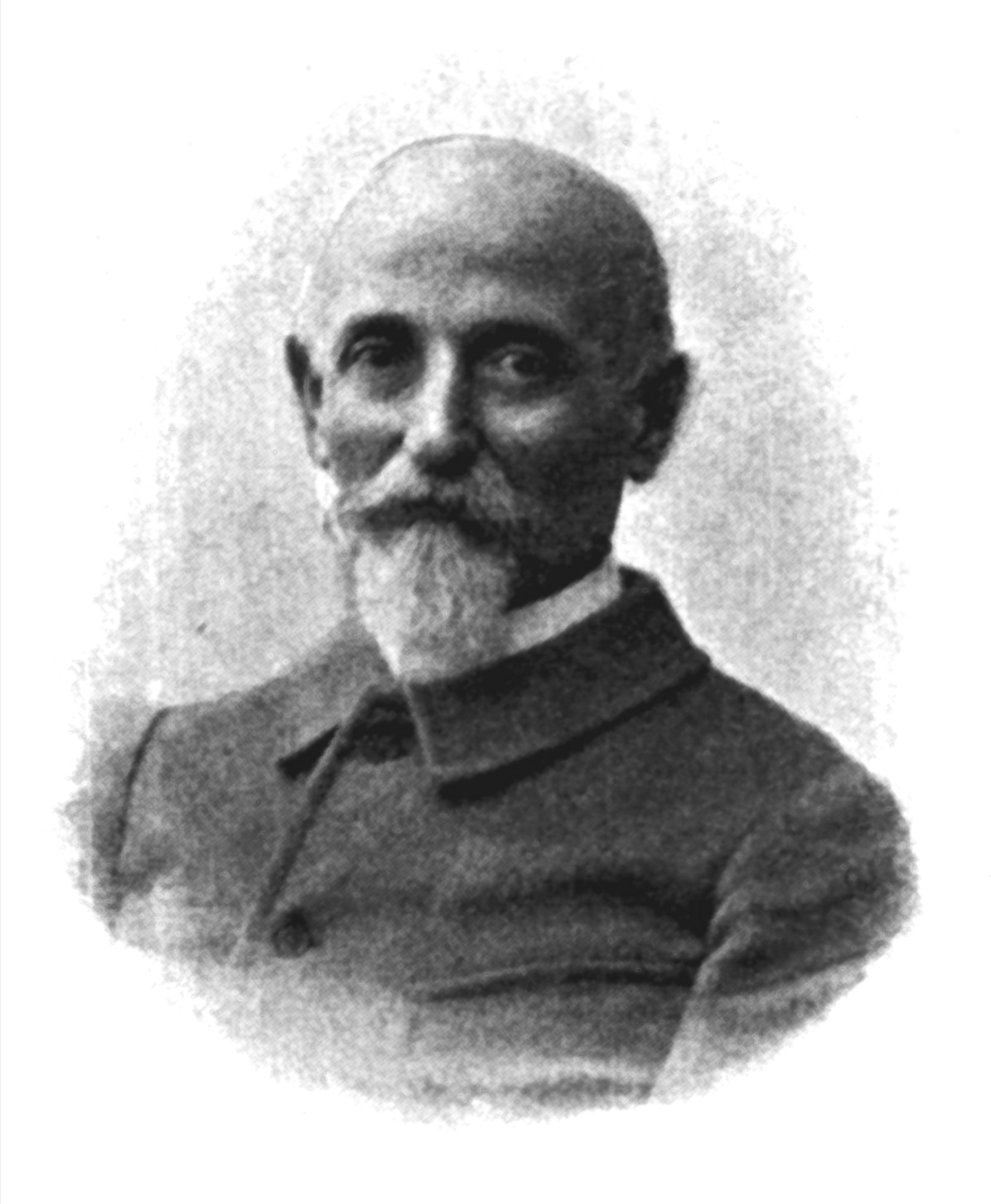
Wilhelm Alexander Freund, vor 1902

Wilhelm Alexander Freund (* 26. August 1833 in Krappitz, Oberschlesien; † 24. Dezember 1917 in Berlin) war ein deutscher Gynäkologe und Geburtshelfer.

## Leben
Alexander Wilhelm Freund wurde als Sohn des Arztes Heinrich Freund in einer jüdischen Familie geboren. Er besuchte das Königlich-katholische Gymnasium in Oppeln und erhielt 1851 das Zeugnis der Reife. Ursprünglich wollte er Architektur studieren, wurde jedoch aufgrund seiner jüdischen Abstammung nicht in die Königliche Landesbauschule in Berlin aufgenommen. Daher entschloss er sich, an der Universität Breslau Medizin zu studieren. Nach der Promotion zum Dr. med. 1855 wurde er Assistent an der Breslauer Universitäts-Frauenklinik. Er habilitierte sich im Juli 1860, ließ sich in Breslau als Privatdozent nieder und eröffnete eine Praxis als Frauenarzt. 1864 wurde er im Alter von ca. 31 Jahren ohne Venia legendi zum Titularprofessor ernannt. 1874 wurde er in Breslau zum außerordentlichen Professor für Gynäkologie und Geburtshilfe ernannt. Bei einem Kuraufenthalt in Karlsbad im August 1876 lernte er Karl Marx und dessen Tochter Eleanor Marx kennen und trat mit Marx in einen Briefwechsel. 1878 erhielt er als Nachfolger von Adolf Gusserow einen Ruf auf den Lehrstuhl für Gynäkologie an der 1871 gegründeten Kaiser-Wilhelms-Universität in Straßburg. Nach seiner Emeritierung im Jahre 1901 ließ sich Freund in Berlin nieder und veröffentlichte in dieser Zeit auch schöngeistige Literatur. Am 24. Dezember 1917 verstarb Wilhelm Alexander Freund im Alter von 84 Jahren in Berlin.
Freund hatte mit seiner Ehefrau Luise Guradse sieben Kinder, darunter den Gynäkologen Hermann Wolfgang Freund und den Verwaltungsjuristen Friedrich Freund. Seine Tochter Hedwig war mit dem Mathematiker Eugen Netto verheiratet.

## Wirken
Im Jahr 1858 beschrieb Freund in einer Arbeit zu Rippenknorpelanomalien die bis heute nach ihm benannte Freundsche Anomalie, eine Verengung der oberen Brustkorböffnung als Folge einer angeborenen Verkürzung der ersten Rippe mit einer Verkalkung des ersten Rippenknorpels.
Am 30. Januar 1878 gelang Freund in Breslau die erste wissenschaftlich fundierte und reproduzierbare einfache totale Entfernung einer von Krebs befallenen Gebärmutter über einen Bauchschnitt. Erst 20 Jahre später entwickelte Ernst Wertheim die radikale abdominale Hysterektomie. Die Technik der Freundschen Operation entspricht im Wesentlichen der heutigen bei der Hysterektomie über einen Bauchschnitt. 1885 wurde auf Initiative Freunds die Deutsche Gesellschaft für Gynäkologie und Geburtshilfe in Straßburg gegründet, nachdem eine frühere Initiative von Carl Siegmund Franz Credé 1877 gescheitert war.

## Schriften
- Beiträge zur Histologie der Rippenknorpel im normalen und pathologischen Zustande. In Commission der A. Gosohorsky'schen Buchhandlung (L. F. Maske), Breslau 1858. (Digitalisat)
- Der Zusammenhang gewisser Lungenkrankheiten mit primären Rippenknorpelanomalieen. Ferdinand Enke, Erlangen 1859. (Digitalisat)
- Zur Pathologie und Therapie der veralteten inversio uteri puerperalis und des complicirten prolapsus uteri. Bial und Freund, Breslau 1870 (Digitalisat)
- Eine neue Methode der Exstirpation des ganzen Uterus. Breitkopf & Härtel, Leipzig 1875 (Sammlung klinischer Vorträge. Gynäkologie. 41)
- Gedächtniß-Rede auf Ludwig Traube, gehalten in der Sitzung der medizinischen Section der schlesischen Gesellschaft für vaterländische Cultur und Wissenschaft zu Breslau am 28. April 1876. Bial & Freund, Breslau 1876.
- Eine neue Methode der Exstirpation des ganzen Uterus. Sammlung klinischer Vorträge. In: R. Volkmann (Hrsg.): Verbindung mit deutschen Klinikern. Breitkopf und Härtel, Leipzig, 41, 1878, S. 911–924.
- Blicke in’s Culturleben. Verlag der Schletter'schen Buchhandlung (E. Franck), Breslau 1879.[6] (Digitalisat)
- als Hrsg.: Gynäkologische Klinik. Karl J. Trübner, Straßburg 1885. (online bei Open Library)
- Zu „Don Sassafras“ (Erich Schmidt) und „Ueber das Pathologische bei Goethe“ (P. J. Möbius). J. F. Lehmann, München, 1898.
- Über Neurasthenia hysterica und die Hysterie der Frau. L. Simion, Berlin 1904 (Moderne ärztliche Bibliothek 3)
- Die künstliche Unterbrechung der Schwangerschaft, ihre Indicationen und ihre Methodik. 9. Vorlesung In: E. v. Leyden, F. Klemperer (Hrsg.): Die Deutsche Klinik am Eingange des zwanzigsten Jahrhunderts in akademischen Vorlesungen. Band 9, Urban & Schwarzenberg, Berlin/ Wien 1904.
- Über primäre Thoraxanomalien, speziell über die starre Dilatation des Thorax als Ursache eines Lungenemphysems. Nach neuen im Pathologischen Institute des Krankenhauses im Friedrichshain ausgeführten Untersuchungen. Karger, Berlin 1906.
- mit Ludwig Mendelsohn: Der Zusammenhang des Infantilismus des Thorax und des Beckens. Ferdinand Enke, Stuttgart 1908. (Digitalisat)
- Leben und Arbeit. Gedanken und Erfahrungen über Schaffen in der Medizin. Mit 10 Abbildungen und dem Bildnis des Verfassers. Julius Springer, Berlin 1913. Digitalisat[7] Inhaltsverzeichnis
- Allotria eines alten Mediziners. Ein Todtengespräch über Künstler- und Literaten-Elend im Leben, Sterben und nach dem Tode. Julius Springer, Berlin 1917. ISBN 978-3-662-39567-7.
- Operation des Uteruskrebses. In: Barbara Albrecht (Hrsg.): Diagnosen. Ärzteerinnerungen aus dem 20. Jahrhundert. 5. Auflage. Der Morgen, Berlin 1989, S. 76–81.

## Eine literarische Anregung
Freunds Entfernung der Gebärmutter bei Gebärmutterkrebs bildete eine Anregung für Theodor Storms vorletzte, 1887 geschriebene Novelle Ein Bekenntnis. Freund fasst den Inhalt in einem Brief an den Gynäkologen Richard Frommel so zusammen: „Ein junger Arzt (einige Stellen lassen mich als seinen Lehrer erkennen) giebt dem Drängen seiner krebskranken Frau auf Erlösung durch eine tödliche Morphiumgabe nach, liest kurz hintendrein die ‚neue Methode der Total-Exstirpation des Uterus‘ seines Lehrers und gerät in trostlose Verzweiflung.“ Storm erfuhr von Freunds Tat durch seinen Neffen, den Arzt Ludwig Glaevecke (1855–1905).